# Робърт Тепър
Робърт Тепър (на английски: Robert Tepper) е американски текстописец и певец, станал популярен със своя хит „No Easy Way Out“, част от саундтрака към филма Роки IV.
Роден е в Байон, щата Ню Джърси, но по-късно се премества да живее в Ню Йорк, където започва да пише текстове за различни изпълнители. Започва съвместна работа с певеца Бени Мардонес, като двамата създават баладата „Into the Night“, която в изпълнение на Мардонес им носи номинация за награда Грами.
През 1985 г. Тепър подписва договор със Скоти Брадърс Рекордингс и се премества в Лос Анджелис. Актьорът и режисьор Силвестър Сталоун харесва много песента на Тепър „No Easy Way Out“, което впоследствие води до включването на песента в четвъртата част от филма Роки. „No Easy Way Out“ се изкачва до 22-ро място в Топ 40 на Hot 100 на Билборд през 1986 г., което фокусира веднага вниманието на музикалната общност върху творчеството на Тепър.
Тепър записва още два солови албума за Скоти Брадърс, но и двата албума не сатват популярни. През 1986 г., една година след „Роки IV“, друга песен от дебютния албум на Тепър „Ангел на града“, се превръща в основната песен къв друг касов филм на Силвестър Сталоун – „Кобра“. Също през 1986 г. той пише и сингъла „Le Bel Age“ за Пат Бенатар, който достигна до №54 в класациите на Билборд. Вторият албум „Modern Madness“ е издаден през 1988 г. Третият му албум се нарича „No Rest For The Wounded Heart“ и е издаден само в Европа през 1996 г. от звукозапистаната компания MTM Music.

## Албуми
- No Easy Way Out
- Modern Madness (Scotti Bros., 1988)
- No Rest For The Wounded Heart (MTM Music, 1996)
- New Life Story (2012)